# Puntale

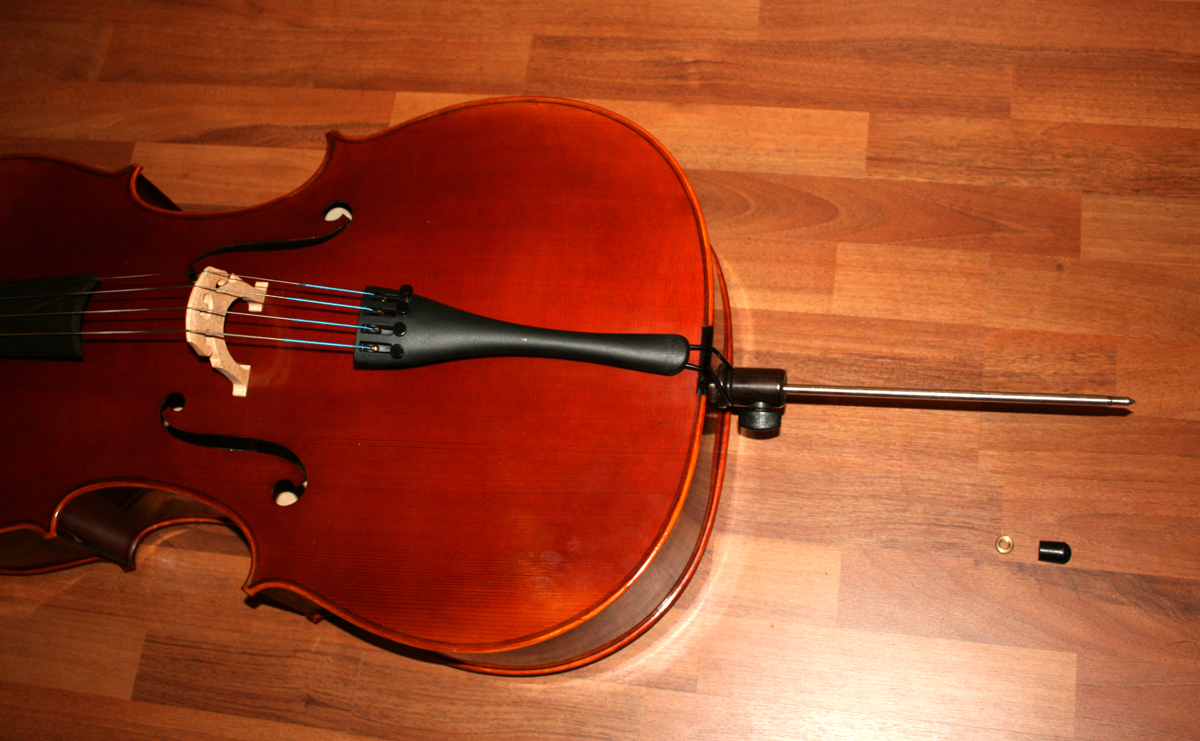
Il puntale di un violoncello con la copertura di gomma della parte terminale del puntale e la corrispondente vite

Il puntale è il componente di alcuni cordofoni, fra cui il violoncello e il contrabbasso, che serve a sostenere lo strumento sul pavimento. È costruito in metallo, fibra di carbonio o, in alcuni casi, legno, è estensibile dalla parte inferiore dello strumento ed è assicurato con una vite. Nella musica classica trovano utilizzo principalmente fra il XIX secolo e il XX secolo, inizialmente aggiunto al contrabbasso e più tardi al violoncello, sostenuto da Adrien-François Servais; prima in genere lo strumento veniva retto dalle gambe dello strumentista. Strutture simili sono utilizzate anche nella musica orientale, come per il rebab.

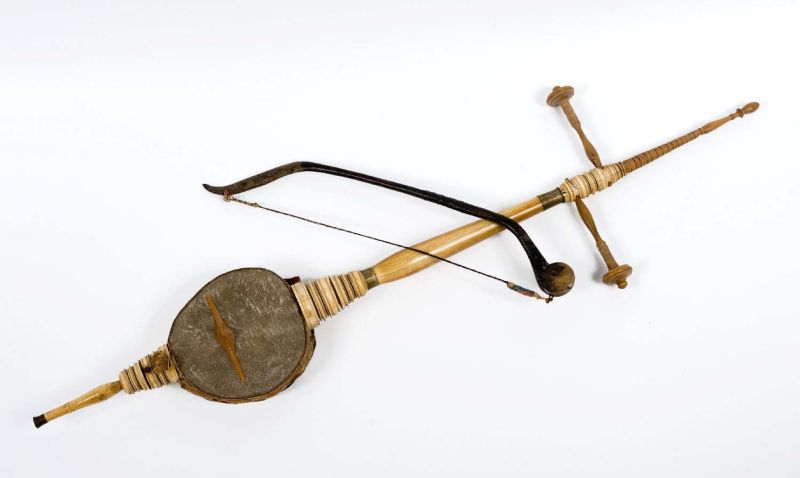
Rebab con un puntale

## Tipi di puntali
I puntali sono usualmente appoggiati su un punto del pavimento e sono spesso ricoperti da protezioni di gomma per preservare il pavimento dette copripuntali ed impedire fenomeni di frizione. I copripuntali sono essenziali per prevenire il rovinio dei pavimenti su cui si appoggia lo strumento. Generalmente i puntali sono paralleli all'asse maggiore dello strumento, ma alcuni violoncellisti preferiscono suonare lo strumento con una maggiore angolazione fra il pavimento e lo strumento, come Paul Tortelier, aumentando la mobilità alle spese della stabilità. Per gli strumentisti più alti esistono delle estensioni per il puntale.

## Fermapuntale o poggiapuntale
La pressione della mano sinistra sulla tastiera può destabilizzare lo strumento e causare lo scivolamento dello stesso sul pavimento. Per prevenire questo fenomeno, si usano degli strumenti detti fermapuntali o poggiapuntali, principalmente ad uso dei violoncellisti. Ne esistono principalmente di due tipi:
- Fermapuntali in materiale antiscivolo in cui inserire il puntale (figura 1)
- Fermapuntali che si ancorano alle gambe della sedia del violoncellista (Figura 2)

I contrabbassi hanno meno necessità di utilizzare fermapuntali, essendo più pesanti e suonati in posizione più verticale del violoncello, anche se possono venire utilizzati in particolari situazioni del pavimento.